# Капли дождя на раскалённых скалах
«Капли дождя на раскалённых скалах» (фр. Gouttes d'eau sur pierres brûlantes) — драма Франсуа Озона, экранизация одноимённой пьесы Райнера Вернера Фасбиндера. История запутанных любовно-семейных отношений пятидесятилетнего бизнесмена и двадцатилетнего юноши. Приз «Тедди» Берлинского кинофестиваля.

## Сюжет
1970-е годы, квартира преуспевающего бизнесмена. Пятидесятилетний мужчина Леопольд (Лео) приводит домой двадцатилетнего юношу Франца, с которым он познакомился на улице. После непродолжительной светской беседы за бокалом вина и партии в настольную игру разговор заходит о гомосексуальных связях. Лео не составляет большого труда убедить своего юного друга в преимуществах однополой любви и герои отправляются в спальню. В следующей сцене на экране предстают Франц и Лео, давно живущие вместе. Их отношения похожи на жизнь неблагополучной супружеской пары, былой страсти уже нет, осталась одна рутина. Франц превратился в заваленную домашней работой «жену»-домохозяйку, а вечно усталый «муж»-добытчик Лео постоянно ищет повода устроить ссору. Героев связывает только секс, но и эксперименты в постели не помогают наладить нормальные взаимоотношения. Ситуацию спасает появление в доме двух женщин — Веры, бывшей любовницы Лео (вскоре, впрочем, выяснится, что до знакомства с Лео Вера была мужчиной), и Анны, забытой невесты Франца. Уделив время взаимным упрёкам и разбирательствам, Лео и Франц примиряются со своими бывшими подругами, и компания начинает развлекаться, отплясывая под мелодию Тони Холидея, звучащую с граммофонной пластинки. Незаметно от компании отделяется Франц, и представляет себе, как убивает Лео выстрелом из пистолета. Вскоре к нему присоединяется Вера, покинувшая Анну и Лео. Франц сообщает ей, что принял яд. Об этом же он сообщает и своей матери, позвонив ей по телефону. Вера зовёт Лео, чтобы сказать ему, что его друг мёртв. Взглянув на тело Франца, Лео и Анна снова уходят заниматься любовью, а Вера, оставшись в комнате вместе с трупом, безуспешно пытается открыть окно на улицу.

## В ролях
| Актёр         | Роль     |
| ------------- | -------- |
| Бернар Жиродо | Леопольд |
| Малик Зиди    | Франц    |
| Людивин Санье | Анна     |
| Анна Томсон   | Вера     |

## Фильм
В основе сценария фильма схожая по названию пьеса «Капли на раскалённых камнях» (нем. Tropfen auf heiße Steine), написанная девятнадцатилетним Райнером Вернером Фасбиндером, но так никогда им и не поставленная. Критики отмечают более близкое к сюжету название оригинала — каплями может здесь быть алкоголь, слёзы, принятый яд, или, например, сперма, а раскалёнными камнями может называться семейный очаг. Франсуа Озон ушёл от провокационности первоисточника: в пьесе Леопольд был евреем, а Франц — чистокровным немцем. Более того, у Фасбиндера Леопольд носит фамилию Блум, то есть имя героя пьесы полностью совпадает с именем главного персонажа романа «Улисс» Джеймса Джойса. Фильм Франсуа Озона, все события которого разворачиваются в квартире Леопольда, подчёркнуто театрален. С этой целью режиссёр сохранил даже структуру пьесы — лента разбита на отдельные действия.
Мировая премьера картины состоялась 13 февраля 2000 года в рамках Берлинского кинофестиваля. Фильм участвовал в основном конкурсе и удостоился приза «Тедди» как лучшая лента фестиваля, затрагивающая проблемы сексуальных меньшинств. «Капли дождя на раскалённых скалах» — это также первый фильм, показанный в рамках цикла «Культ кино» Кирилла Разлогова, выходящего на российском телеканале «Культура».